# Flavio Alves
Flavio Pimenta Alves (Rio de Janeiro, 30 de novembro de 1969) é um escritor e cineasta brasileiro.  Nos últimos anos, ele vem recebendo cada vez mais reconhecimento nos Estados Unidos por trabalhar com atores de terceira idade nos papeis principais dos seus filmes.

## Biografia
Flavio ingressou nas Forças Armadas no final dos anos 80 como aprendiz-de-marinheiro. Alguns anos depois, ainda servindo a Marinha, se tornou ativista gay. Em 1994, Alves abandonou a carreira como militar e, em seguida escreveu, com a ajuda do escritor Sérgio Barcellos, o livro Toque de Silêncio, onde relata a sua experiência de mais de seis anos na caserna.  Alguns meses após o lançamento do livro, publicado pela Geração Editoria em 1997, Alves buscou asilo político nos Estados Unidos. O seu pedido recebeu apoio de vários grupos de direitos humanos no Brasil e no exterior, bem como personalidades e políticos, incluindo a ex-governadora Marta Suplicy e o deputado federal Fernando Gabeira.
Nos Estados Unidos, Flavio Alves fez bacharelado em Ciências Políticas pela Universidade de Columbia e trabalhou como vários políticos, entre eles o ex-deputado novaiorquino, Anthony Weiner, e ex-senadora Hillary Clinton. Em 2007, Alves abandonou a carreira política e estudou produção e direção de filme na Universidade de Nova Iorque, onde recebeu o prêmio Technisphere de melhor filme de estudante com o curta metragem, Even in My Dreams (Sonho Meu). In 2010, o seu primeiro filme profissional, The Secret Friend (Amigo Secreto), baseado no conto do autor brasileiro João Silvério Trevisan, entrou mais de 90 festivais de várias partes do mundo, entre eles os festivais de Palm Springs, Jakarta, Savannah, Cleveland, Stuttgart, Bradford, Indianapolis, e a Jornada Internacional de Cinema da Bahia, acumulando um total de 25 prêmios.
Flavio esta atualmente em pós-produção com o seu próximo filme, Tom in America, estrelando dois atores nomeados ao Oscar, Burt Young e Sally Kirkland, e com previsão de lançamento para Fevereiro de 2014. 

## Filmografia
- 2019 - The Garden Left Behind
- 2013 - Tom in America (Tom na América)
- 2010 - The Secret Friend (Amigo Secreto)
- 2008 - Even in My Dreams (Sonho Meu)
- 2007 - SuperPower (Ultra Forte)